# Who (альбом)
Who (стилизованно WHO) — двенадцатый студийный альбом британской рок-группы The Who, выпущенный 6 декабря 2019 года.

## Запись и выпуск альбома
В январе 2019 года The Who подтвердили, что работают над первым за 13 лет материалом (после альбома 2006 года Endless Wire), который должен содержать «тёмные баллады, тяжёлый рок, экспериментальную электронику, сэмплы» и типичные для The Who мелодии.
Вокалист Роджер Долтри и гитарист Пит Таунсенд записывали свои части альбома раздельно.
«Ball and Chain», первая выпущенная с альбома песня (в сентябре 2019 года), является перезапуском сольной песни Пита Таунсенда под названием «Guantanamo», выпущенная на его сборнике 2015 года Truancy: The Very Best of Pete Townshend.
Вторая песня, «All This Music Must Fade», была выпущена синглом 3 октября 2019 года;
третья, «I Don’t Wanna Get Wise», была выпущена на Spotify и iTunes в ноябре 2019 года.
В поддержку альбома проводился финальный этап тура 2019 года Moving On! Tour, а также собирается проводиться тур 2020 года по Великобритании и Ирландии.

## Обложка
Обложка альбома была разработана поп-художником Питером Блейком, чьи работы включают Face Dances The Who и Sgt. Pepper's Lonely Hearts Club Band The Beatles. Это лоскутное одеяло из 25 квадратов: 22 квадрата с разноцветными изображениями, расположенными вокруг трёх квадратов, образующих слово «Who» в центре обложки альбома. 22 квадрата изображают некоторые из влияний и символов группы за их карьеру и культуру: флаг «Юнион Джек» (национальный флаг Великобритании), двухэтажный красный автобус Routemaster, значок Королевских военно-воздушных сил Великобритании, печеные бобы (отсылка к обложке альбома The Who Sell Out 1967 года), автомат для игры в пинбол (отсылка к собственной песне группы 1969 года «Pinball Wizard»), рекламный плакат The Kids Are Alright, выпущенный в 1979 году, с участием ведущего гитариста Пита Таунсенда на сцене, который собирается разбить свою гитару Gibson Les Paul, с классической надписью «Этой гитаре осталось несколько секунд», скутер (отсылка к культуре модов, и следовательно, к обложке альбома Quadrophenia 1973 года, на которой изображен мод-скутер), обложка альбома кассетного издания Face Dances 1981 года, персонажи комиксов Бэтмен и Робин и культурные деятели, такие как музыкант Чак Берри и боксёр Мухаммед Али. На одном из этих 22 квадратов написано «Detour», что является четвёртым треком в альбоме и отсылкой к более раннему названию группы The Detours.

## Реакция
| Совокупная оценка    | Совокупная оценка |
| Источник             | Оценка            |
| -------------------- | ----------------- |
| Metacritic           | 79/100            |
| Оценки критиков      |                   |
| Источник             | Оценка            |
| AllMusic             | [ 11 ]            |
| Consequence of Sound | B–                |
| The Guardian         | [ 13 ]            |
| The Independent      | [ 14 ]            |
| NME                  | [ 15 ]            |
| Rolling Stone        | [ 16 ]            |
| The Telegraph        | [ 17 ]            |
| Variety              | (благоприятн.)    |

Альбом получил преимущественно положительные отзывы. Согласно агрегатору рецензий Metacritic, средняя взвешенная оценка критиков составила 79/100 на основании 15 рецензий. Исполнение группы также нашло отклик у критиков. В Chicago Tribune Пабло Горонди похвалил Долтри за «пение с мощью, чувствительностью, диапазоном и убежденностью, как он это делал десятилетиями» и назвал голос Таунсенда «изюминкой», который в то же время «исполнил разрывающие пауэр-аккорды и обтягивающие риффы». Горонди продолжил свою хвалебную рецензию, заявив, что главными причинами, по которым он получил от альбома «такое удовольствие», были «тексты и игра на гитаре Таунсенда и превосходное пение Долтри».
Тематически альбом посвящён проблемам бытия пожилого рок-музыканта, как отметил писатель Guardian Алексис Петридис. «Таунсенд кажется более обеспокоенным, чем когда-либо», — заявил Петридис, и это чувство накладывается на такие песни, как «I Don’t Wanna Get Wise» (с англ. — «Я не хочу становиться мудрым»), которые, по словам Петридиса, «… рассматривают карьеру рок-музыканта как нечто стремящееся к неизбежному упадку». Музыкально альбом звучит как «традиционная» запись The Who. Старший автор журнала Rolling Stone Кори Гроу назвал альбом «комфортной едой в стиле классический рок» и прокомментировал присущую альбому ностальгичность: «…Таунсенд и Долтри … все еще могут призвать что-то характерное для The Who из середины 70-х». Точно так же старший редактор Ultimate Classic Rock Майкл Галлуччи размышлял над тем, как новый альбом группы звучит больше как «обычная» запись Who, несмотря на то, что альбом тематически отличается от любой из их предыдущих работ: «Это отсылающая к прошлому запись, по большей части, совершающая поклон в сторону их классических работ. Это не ворошение прошлого, но звучит это как альбом The Who, что имеет решающее значение для чего-то подобного, а также звучит как некое обновление для 21-го века».
Несмотря на похвалы за его рок-звучание 1970-х и исполнение Долтри и Таунсенда, некоторые подвергли альбом небольшой критике. По словам Мэтью Тауба из «Consequence of Sound», некоторые треки «не особо хорошо продуманы» (например, «Detour» и «Hero Ground Zero»). Трек «Break the News», который был написан младшим братом Таунсенда, Саймоном, по словам критика, звучит так, как будто он «взят с какой-то фабрики для общих акустических поп-песен — примерно как 100 других песен, которые вы слышали, но ни одну из них вы не можете назвать».

## Список композиций
Слова и музыка всех песен — написаны Питом Таунсендом, кроме отмеченных особо.
| №   | Название                                             | Длительность |
| --- | ---------------------------------------------------- | ------------ |
| 1.  | «All This Music Must Fade»                           | 3:20         |
| 2.  | «Ball and Chain»                                     | 4:29         |
| 3.  | «I Don't Wanna Get Wise»                             | 3:54         |
| 4.  | «Detour»                                             | 3:46         |
| 5.  | «Beads on One String» (Пит Таунсенд и Джош Хансакер) | 3:40         |
| 6.  | «Hero Ground Zero»                                   | 4:52         |
| 7.  | «Street Song»                                        | 4:47         |
| 8.  | «I'll Be Back»                                       | 5:01         |
| 9.  | «Break the News» (Саймон Таунсенд)                   | 4:30         |
| 10. | «Rockin' in Rage»                                    | 4:04         |
| 11. | «She Rocked My World»                                | 3:22         |

| №   | Название                | Длительность |
| --- | ----------------------- | ------------ |
| 12. | «This Gun Will Misfire» | 3:36         |
| 13. | «Got Nothing to Prove»  | 3:38         |
| 14. | «Danny and My Ponies»   | 4:02         |

## Участники

### The Who
- Роджер Долтри — ведущий вокал (песни 1-7, 9-11)
- Пит Таунсенд — гитары, ведущий вокал на песнях 8, 12-14, бас-гитара, тамариндовый шейкер, басовая гармоника[24]

### Дополнительные музыканты
- Карла Азар — ударные (3, 10)
- Мэтт Чемберлен — ударные (6)
- Гордон Гилтрэп — акустическая гитара (11)
- Пино Палладино — бас-гитара (1-2, 4-8, 11-12)
- Гас Сейфферт — бас-гитара (3, 9-10)
- Зак Старки — ударные (1-2, 4, 7)
- Бенмонт Тенк — орган, меллотрон
- Джои Варонкер — ударные (5, 8, 11-12)
- Саймон Таунсенд — перкуссия
- Дэйв Сарди — перкуссия, меллотрон, программирование синтезатора
- Бенмонт Тенч — орган, меллотрон
- Джош Тиррелл — хлопки (4)
- Роуэн Макинтош — хлопки (4)
- Мартин Батчелар — программирование (6), оркестровка (6, 8), организация оркестра (8), дирижирование оркестра (6, 8, 13)
- Рэйчел Фуллер — оркестровка (6)
- Питер Роттер — наладчик оркестра (6, 8, 13)
- Брюс Дуков — руководитель оркестра (6, 8, 13)
- Андрей Синовец — акустическая гитара (9)
- Фергус Герран — перкуссия (11)

### Дизайн
- Питер Блейк — обложка

## Чарты
| Чарт (2019)                         | Высшая позиция |
| ----------------------------------- | -------------- |
| Австралия (ARIA)                    | 64             |
| Австрия (Ö3 Austria)                | 14             |
| Бельгия/Валлония (Ultratop)         | 27             |
| Бельгия/Фландрия (Ultratop)         | 41             |
| Великобритания (UK Albums Chart)    | 3              |
| Германия (Offizielle Top 100)       | 5              |
| Ирландия (IRMA)                     | 28             |
| Испания (PROMUSICAE)                | 23             |
| Италия (FIMI)                       | 35             |
| Канада (Canadian Albums Chart)      | 2              |
| Нидерланды (Album Top 100)          | 38             |
| США (Billboard 200)                 | 2              |
| Финляндия (Suomen virallinen lista) | 19             |
| Франция (SNEP)                      | 43             |
| Чехия (ČNS IFPI)                    | 81             |
| Швейцария (Schweizer Hitparade)     | 5              |
| Швеция (Sverigetopplistan)          | 27             |
| Шотландия (Scottish Albums Chart)   | 2              |
| Япония (Oricon)                     | 31             |

| Чарт (2019)          | Позиция |
| -------------------- | ------- |
| Великобритания (OCC) | 82      |